# مترونيدازول
مترونيدازول (باللاتينية: metronidazole) وهو الاسم الدولي غير مسجل الملكية، دواء مضاد حيوي للبكتيريا ومضاد للطفيلات من مشتقات نترو إيميدازول يستخدم في معالجة العدوى بالجراثيم اللاهوائية والأوالي. من أسمائه التجارية فلاجيل.
ويستعمل ميترونيدازول في صورة جيل لعلاج كثير من العوارض الجلدية مثل العد الوردي.

## الاستعمالات الطبية
يستخدم في علاج الحالات الاتية:

### العدوى البكتيرية
- العدوى البكتيرية المنشأ الأسنان، مثل خراج حوائط الذروة، خراج اللثة، التهاب حوائط التاج حاد في الأسنان أو أثرت اندلعت جزئيا، وتستخدم في كثير من الأحيان جنبا إلى جنب مع أموكسيسيلين
- داء الأميبا:
- قارديا: التهاب في الأمعاء الدقيقة الناجمة عن ابتلاع الخراجات المعدية من الأوالي جيارديا لمبلية[10]
- داء مشعرات: عدوى تسببها مشعرة مهبلية، وهو سبب شائع للالتهاب المهبل هو والعدوى في معظم الأحيان تقديم الجديد من الأمراض الشائعة المنقولة جنسيا.[10]

## خواصه الطبية
هو طليعة دواء تتحول داخل الجرثومة اللاهوائية بواسط الأنزيم redox pyruvate-ferredoxin oxidoreductase.
فإن مجموعة nitro الخاصة بالميترونيدازول تختزل كيميائيا بواسطة ferredoxin أو ferredoxin-linked metabolic process
والناتج مسؤول عن إفساد DNA helical structure وينتج إحباط تخليق الحامض النووي للميكروب، أو الجرثومة.

## التخليق
ينتج عن طريق تجميع الاميدازول أو من الإيثيلنديامين وحامض الخليك، تليها العلاج مع الجير، ثم نيكل كما في خطوات المعادلة التالية

## الحركية الدوائية
يُمتص بشكل جيد عبر السبيل الهضمي, ويُمتص بشكل قليل بعد التطبيق السطحي.
ارتباطه بالبروتين: أقل من 20%.
يعبر الحاجز/الحائل الدموي الدماغي, يُستقلب في الكبد ويُطرح بشكل أساسي عن طريق البول, وبشكل جزئي عبر البراز.
نصف عمره الدوائي 8 ساعات، ويزداد في مرض الكبد الكحولي ولدى حديثي الولادة.

## الجرعات
داء الأميبا: البالغين والكهول 500-750 ملغ كل 8 ساعات عن طريق الفم. الأطفال 35-50 ملغ لكل كغ من وزن الجسم في اليوم الواحد مقسمة إلى جرعات كل 8 ساعات.
داء المشعرات: البالغين والكهول 250 ملغ كل 8 ساعات أو 2غ كجرعة وحيدة وذلك عن طريق الفم. الأطفال 15-30 ملغ لكل كغ من وزن الجسم في اليوم الواحد مقسمة إلى جرعات كل 8 ساعات عن طريق الفم أيضاً.

## التحذيرات

### أثناء الحمل
لم يتم تحديد مامونية هذا الدواء خلال الحمل. ينتقل الدواء عبر المشيمة. بما أن هذا الدواء يسبب التشوهات الخلقية في اجنة الحيوانات، يوصى بعدم استخدامه خلال الثلث الأول من الحمل. يجب استعماله فقط حين تكون هناك حاجة ماسة، وعند عدم وجود بديل لهذا العلاج. يجب استشارة طبيب (B)

### الرضاعة
الدواء ينتقل إلى حليب الام ومن الممكن ان يؤثر على الطفل. يجب استشاره الطبيب.
الأطفال والرضع يجب تقليل وملائمة الجرعة حسب الجيل والوزن.

### العملية الجراحية والتخدير
يجب ابلاغ الطبيب الجراح أو الطبيب المخدر عن استعمال هذا الدواء.

## التخزين والحفظ
يجب حفظ الدواء في وعاء مغلق في مكان بارد وجاف. بعيدا عن متناول ايدي الأطفال. يجب حماية الدواء من الضوء.

## تأثيرات جانبية
- غثيان
- اضطراب الشهية
- الم في البطن
- بول داكن اللون
- جفاف الفم
- طعم معدن
- صداع
- دوخة
- حكة
- ذهول
- اسهال[16]

## وصلات خارجية
- "Metronidazole for veterinary use". Wedgewood pharmacy. مؤرشف من الأصل في 2010-01-10.
- "Metronidazole". Merck manuals. مؤرشف من الأصل في 2010-10-30.
- "Metronidazole". patient.co.uk. مؤرشف من الأصل في 2012-05-05.
- "Metronidazole". Drug Information Portal. U.S. National Library of Medicine. مؤرشف من الأصل في 2016-03-05.